# Przeciwpocisk rakietowy
Przeciwpocisk rakietowy – kierowany pocisk rakietowy.
Pocisk, którego przeznaczeniem jest zwalczać balistyczne pociski rakietowe, a także wieloczłonowe głowice jądrowe na znacznych wysokościach i odległościach od obiektów, które są ochraniane.  Jego wyposażenie stanowi niezawodny system sterowania o dużej dokładności naprowadzania oraz termojądrowe głowice bojowe.  Tego typu pociski wyróżniają się bardzo dużymi przyśpieszeniami stycznymi i dzięki temu są w stania omijać tzw. głowice pozorujące, które maja za zadanie przechwytywanie przeciwpocisków rakietowych.